# Felipe Seymour
Felipe Ignacio Seymour Dobud (* 23. Juli 1987 in Pirque) ist ein ehemaliger chilenischer Fußballspieler.

## Karriere
Felipe Seymour erhielt seine fußballerische Ausbildung beim CF Universidad de Chile. Der Klub war im Rahmen der Reality Show Adidas Selection Team auf den damals Siebzehnjährigen aufmerksam geworden. Vorher hatte Seymour noch keine Ausbildung in einem Klub genossen. Hier stieg er auch in die Profimannschaft auf und hatte 2006 sein Debüt.
Nach erfolgreichen Jahren, die 2011 mit dem Gewinn der Copa Sudamericana gekrönt waren, wechselte der Spieler nach Italien zum CGC Genua. Hier konnte er sich nicht entscheidend durchsetzen und wurde bis zum Ende seiner Vertragslaufzeit an verschiedene italienische Vereine verliehen. Im Dezember 2014 wechselte er zum Cruzeiro EC aus Belo Horizonte, wurde von hier aber Mitte der Saison an den CR Vasco da Gama nach Rio de Janeiro verliehen. In seiner Zeit in Brasilien war er mehrmals verletzt. In einem Interview im November 2016 sah er als Ursache die Häufigkeit der Einsätze.
Im Mai 2016 wurde der Wechsel von Seymour nach Chile zu Unión Española bestätigt. Der Kontrakt erhielt eine Laufzeit über ein Jahr. Nach Ablauf des Vertrages wechselte Seymour ablösefrei zu seinem Jugendklub Universidad de Chile. Nachdem er 2019 nochmals für Unión Española aufgelaufen war, wechselte Seymour zur Saison 2020 zu Unión La Calera. Im März 2021 wechselte Seymour ablösefrei zum CD O’Higgins.
Für die Saison 2022 kehrte Seymour zum dritten Mal zu Universidad de Chile zurück. Hier soll er seine aktive Laufbahn auslaufen lassen und anschließend als Botschafter für den Klub tätig werden.
Im Juni 2023 gab Seymour seinen offiziellen Rücktritt vom Profisport bekannt.

## Erfolge
Universidad de Chile
- Primera División: 2009-A, 2011-A, 2016/17-C
- Copa Gato: 2010, 2011
- Copa Sudamericana: 2011